# گمینا چروینگسک ناد ویسوان
گمینا چروینگسک ناد ویسوان (به لهستانی:  Gmina Czerwińsk nad Wisłą) یک گمینا در لهستان است که در شهرستان پوونگسک واقع شده‌است. گمینا چروینگسک ناد ویسوان ۱۴۶٫۰۷ کیلومتر مربع مساحت و ۷٬۹۱۴ نفر جمعیت دارد.